# Silver & Black
 Silver & Black é um filme cancelado norte-americano de super-herói baseado nas personagens Gata Negra e Sabre de Prata, da Marvel Comics. Era para ser produzido pela Columbia Pictures em associação com a Marvel Entertainment e distribuído pela Sony Pictures Releasing. O filme seria parte do Universo Homem-Aranha da Sony (SSU), com Gina Prince-Bythewood dirigindo o longa-metragem e seria a roteirista ao lado de Lisa Joy, Chris Yost, e a equipe de roteiristas Lindsey Beer e Geneva Robertson-Dworet.
A Gata Negra foi a primeira a ser incluída em um filme não produzido Spider-Man 4, antes de ser introduzida em The Amazing Spider-Man 2: Rise of Electro (2014), interpretada por Felicity Jones. O desenvolvimento de um spin-off da vilã parte da série de filmes The Amazing Spider-Man começou em outubro de 2014, mas foi movido para ser parte do Universo Homem-Aranha da Sony após Andrew Garfield ser demitido do papel de Homem-Aranha em 2015; em março de 2017, estava definido para apresentar Gata Negra e Sabre de Prata, com Yost escrevendo. Prince-Bythewood se juntou em maio, com as filmagens programadas para acontecer em Atlanta, Geórgia e no México. O trabalho de pré-produção começou, com Prince-Bythewood pretendendo escalar uma atriz negra para um dos papéis principais. No entanto, a diretora não gostou do roteiro do filme, o que levou a um atraso indefinido na produção enquanto ela e a Sony redesenhávamos o projeto.
Em julho de 2018, Prince-Bythewood optou por dirigir uma adaptação diferente de uma história em quadrinhos, The Old Guard (2020), e um mês depois a Sony cancelou Silver & Black. O estúdio iniciou o desenvolvimento de dois novos filmes solo, com foco em cada um dos personagens-título, com Prince-Bythewood permanecendo como produtor em ambos os projetos. Em janeiro de 2020, a Sony estava desenvolvendo o projeto como uma série de televisão. Em julho daquele ano, Prince-Bythewood manifestou interesse em retornar ao projeto após o lançamento de The Old Guard.

## Cancelamento
Em agosto de 2018, a Sony cancelou oficialmente a produção de Silver & Black, com a intenção de, em vez disso, retrabalhar o projeto como dois filmes solo separados com foco em cada um dos personagens-título. Uma decisão oficial não havia sido tomada na época, mas Prince-Bythewood não era esperado para dirigir nenhum dos novos filmes. Um mês depois, Tolmach foi questionado sobre o progresso do projeto Silver & Black e não reconheceu a decisão da Sony de cancelar e retrabalhar o filme, simplesmente dizendo que eles "ainda estavam trabalhando no roteiro". Um filme solo focado na Gata Negra era esperado primeiro, já que a Sony acreditava que ela era "o suficiente de seu próprio personagem com uma ótima história de fundo e um cânone de material para justificar seu próprio filme". Isso seria seguido por um filme Silver Sable. Prince-Bythewood permaneceria envolvido como produtor, e a Sony estava inflexível de que ela seria substituída por outra diretora.